# Malayische Kuckuckstaube
Die Malayische Kuckuckstaube (Macropygia unchall), auch Bindenschwanz-Kuckuckstaube  oder kurz Bindenschwanztaube genannt, ist eine Art der Taubenvögel. Sie kommt in mehreren Unterarten nur in Südostasien vor.

## Erscheinungsbild

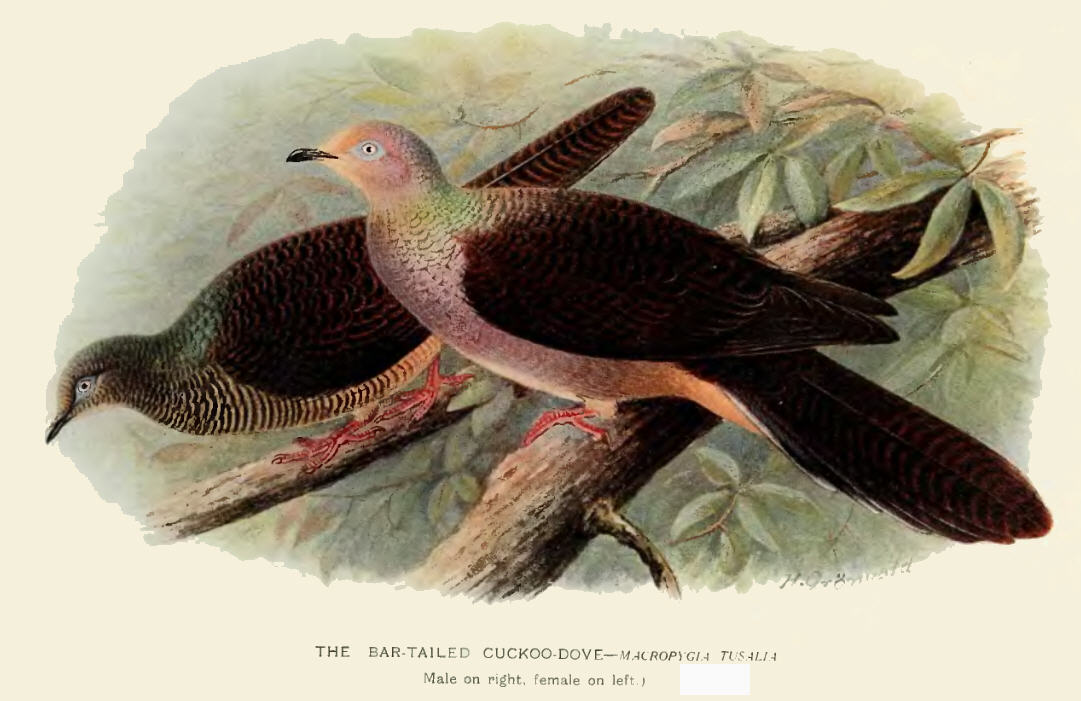
Malayische Kuckuckstauben (vorne das Männchen), Illustration

Die Malayische Kuckuckstaube erreicht eine Körperlänge zwischen 37 und 40 Zentimetern. Sie ist damit deutlich größer als eine Lachtaube und weist einen längeren Schwanz auf. Es existiert ein Geschlechtsdimorphismus. Das Weibchen hat eine braunere Brust- und Kopffarbe. Das Gefieder ist deutlicher gebändert.
Beim Männchen sind Vorderkopf und die Kehle bräunlich. Der Oberkopf und der Nacken gehen ins Grau über, sind aber mit weinroten Federn durchsetzt. Die Körperoberseite ist dunkelbraun und alle Federn sind breit dunkelgrün schillernd gesäumt. Der Hals und die Brust sind graubraun.
Die Federn sind breit dunkel gesäumt, so dass einschließlich des Bauches das Gefieder gesperbert wirkt. Die Unterschwanzdecken sind ockerfarben. Die Steuerfedern sind breit und an den Enden gerundet. Wie für Kuckuckstauben charakteristisch sind die mittleren Schwanzfedern besonders lang und breit. Die Füße sind auffallend kurz und rot. Die Krallen sowie der Schnabel sind schwarz. 
Weibchen gleichen den Männchen. Bei ihnen ist nur das Hals- und Brustgefieder gesperbert.

## Verbreitung und Lebensraum
Malayische Kuckuckstauben sind eine südostasiatische Taubenart. Ihr Verbreitungsgebiet erstreckt sich über Kaschmir, Burma, den Südosten Chinas, Laos, Südvietnam, Hainan, die Halbinsel Malakka und die Inseln Sumatra, Java und Lombok. Ihr Lebensraum sind Gebirgswälder in mittleren Höhenlagen. Sie kommen überwiegend an Lichtungen und Waldrändern vor.

## Verhalten
Malayische Kuckuckstauben sind überwiegend baumbewohnende Tauben. Am Boden wirken die Tauben schwerfällig. Sie sind dagegen schnelle und geschickt manövrierende Flieger. Sie leben von Früchten, Beeren, Knospen und jungen Trieben sowie in geringerem Umfang auch Sämereien.
Das Nest wird in der Regel hoch in den Bäumen errichtet. Das Gelege besteht nur aus einem Ei. Die Brutzeit beträgt 14 bis 15 Tage. Beide Elternvögel hudern den Nestling. Er ist nach etwa 19 Tagen flügge.

## Haltung in menschlicher Obhut
Malayische Kuckuckstauben wurden das erste Mal 1876 im Zoo von London gezeigt. Die Erstzucht gelang 1925 in Frankreich. Bis heute werden sie aber nur sehr selten gezeigt und gezüchtet. Da es sich bei ihnen um flugfreudige und wärmeliebende Tauben handelt, benötigen sie sehr große und beheizte Volieren. Während der Fortpflanzungszeit sind sie aggressiv gegenüber anderen Taubenarten. In menschlicher Obhut gepflegte Malayische Kuckuckstauben können sehr alt werden. Das Weibchen eines Zuchtpaars der Wilhelma in Stuttgart starb mit 18 Jahren. Das Männchen wurde mit 26 Jahren und 9 Monaten eingeschläfert, weil es zunehmend erblindete.

## Belege

### Weblink
- Macropygia unchall in der Roten Liste gefährdeter Arten der IUCN 2013.1. Eingestellt von: BirdLife International, 2012. Abgerufen am 30. Oktober 2013.